# Jackie McKernan
Jackie McKernan, wł. Jacqueline Lena McKernan (ur. 1 lipca 1965 w Belfaście) – brytyjska lekkoatletka, specjalistka rzutu dyskiem, wicemistrzyni igrzysk Wspólnoty Narodów w 1990, trzykrotna olimpijka.

## Kariera lekkoatletyczna
Na igrzyskach Wspólnoty Narodów reprezentowała Irlandię Północną, a na pozostałych imprezach międzynarodowych Wielką Brytanię.
Zajęła 8. miejsce w pchnięciu kulą i 9. miejsce w rzucie dyskiem na igrzyskach Wspólnoty Narodów w 1986 w Edynburgu. Odpadła w kwalifikacjach rzutu dyskiem na igrzyskach olimpijskich w 1988 w Seulu (zajęła w nich 18. miejsce).
Zdobyła srebrny medal w rzucie dyskiem na igrzyskach Wspólnoty Narodów w 1990 w Auckland, ulegając Lisie-Marie Vizaniari z Australii, a wyprzedzając inną Australijkę Astrę Vitols. Odpadła w kwalifikacjach tej konkurencji na mistrzostwach Europy w 1990 w Splicie, mistrzostwach świata w 1991 w Tokio i na igrzyskach olimpijskich w 1992 w Barcelonie (26. miejsce).
Na uniwersjadzie w 1993 w Buffalo zdobyła srebrny medal w rzucie dyskiem, za Renatą Katewicz z Polski, a przed Anją Gündler z Niemiec. Odpadła w kwalifikacjach na mistrzostwach świata w 1993 w Stuttgarcie i na mistrzostwach Europy w 1994 w Helsinkach. Zajęła 5. miejsce na igrzyskach Wspólnoty Narodów w 1994 w Victorii. Odpadła w kwalifikacjach rzutu dyskiem na mistrzostwach świata w 1995 w Göteborgu i na igrzyskach olimpijskich w 1996 w Atlancie (20. miejsce). Na igrzyskach Wspólnoty Narodów w 1998 w Kuala Lumpur zajęła 5. miejsce, a na igrzyskach Wspólnoty Narodów w 2002 w Manchesterze 10. miejsce.
McKernan była mistrzynią Wielkiej Brytanii (AAA) w rzucie dyskiem w 1988, 1991, 1992, 1994 1996 i 1997 oraz wicemistrzynią w 1990, 1995 i 1998, a także mistrzynią UK Championships w latach 1989–1993, wicemistrzynią w 1981 oraz brązową medalistką w 1988 i 1997. Była również mistrzynią Irlandii Północnej w rzucie dyskiem w latach 1981–1983, 1986–1990, 1995–1998 i 2002 oraz w pchnięciu kulą w latach1981–1983, 1985, 1986 i 1998, a także mistrzynią Szkocji w rzucie dyskiem w 1983.
Rekord życiowy McKernan w rzucie dyskiem wynosił 60,72 m. Został ustanowiony 18 lipca 1993 w Buffalo.